# Tan Yayun
Tan Yayun, née le 18 novembre 1992, est une haltérophile chinoise.

## Palmarès

### Championnats du monde
- 2013 à Wrocław
  -  Médaille d'or en moins de 48 kg.
- 2014 à Almaty
  -  Médaille d'or en moins de 48 kg.